# Femmes Fatales (comics)
Pour les articles homonymes, voir Femme fatale (homonymie).
Les Femmes Fatales sont un groupe de super-vilaines créé par Marvel Comics, apparues pour la première fois dans Amazing Spider-Man #340 en 1990.

## Origine
Les mercenaires Whiplash (Leeann Foreman) et Bloodlust (la polonaise Beatta Dubiel) travaillèrent dans un premier temps avec Critical Mass, contre Spider-Man et Wolverine, dans un entrepôt de NYC, celui où se cacha l'assassin de l'Oncle Ben.
Whiplash et Bloodlust s'associèrent ensuite à Danielle Forte, connue sous le nom de Mindblast, puis à leur actuel chef : Knockout (Elizabeth Rawson).
Le Caméléon engagea les Femmes Fatales pour attirer Spider-Man jusqu'à lui et lui retirer ses pouvoirs. Le groupe détourna un avion et manqua même de tuer le Tisseur. Ce dernier réfléchit alors à sa vie de super-héros et décida de redevenir un simple jeune homme. Il alla demander l'aide du Dr Turner (en fait le Caméléon), qui lui ôta ses pouvoirs.
Mais Spider-Man et la Chatte Noire réussirent à se sortir de ce mauvais pas, alors que les Femmes Fatales s'étaient alliées à la Tarentule et au Scorpion. Spider-Man livra les Femmes à la police.
Le quartet fut ensuite invitée par Supéria à rejoindre sa future armée de Fémizones. Mais Captain America et le Paladin déjouèrent leur plan.
On revit Knockout dans une vente d'arme organisée par l'A.I.M., sur l'île de Boca Caliente. Là encore, Captain America entra en action.
Les Femmes Fatales furent récemment présentes à la vente secrète du symbiote de Venom.

## Composition
3 américaines et 1 polonaise forment les Femmes Fatales.
- Knockout (Elizabeth Rawson), résistant aux balles et pouvant porter 30 tonnes.
- Whiplash (Leeann Foreman), possédant 2 gantelets armés chacun de 3 câbles d'omnium de plus de 7 mètres de long et rétractables. Les cables sont couverts de petites pointes en adamantium.
- Mindblast (Danielle Forte), au cerveau visible, et pouvant léviter ou faire léviter environ 500 tonnes (une seule cible toutefois). L'origine de ses pouvoirs est inconnu, elle pourrait être une mutante.
- Bloodlust (Beatta Dubiel), une mutante polonaise actuellement sans pouvoir à la suite de la Décimation. Elle fit partie un temps des Fémizones de Supéria.